# William Comyn, Earl of Buchan
William Comyn, iure uxoris Earl of Buchan (* um 1150; † 1233), war ein schottischer Adliger.

## Herkunft
William Comyn entstammte der Familie Comyn, die seit der ersten Hälfte des 12. Jahrhunderts Besitzungen in Schottland besaß. Er war ein Sohn von Richard Comyn und dessen Frau Hextilda. Nach dem Tod seines Vaters vor 1180 erbte er dessen Besitzungen, darunter Ländereien in Tynedale im nordenglischen Northumberland sowie bei West Linton in Peeblesshire in Schottland.

## Dienst als Richter und Justiciar
Comyn gilt als einer der fähigsten und einflussreichsten Ratgeber des schottischen Königs Wilhelm I. Ab etwa 1178 bezeugte er häufig Urkunden des Königs. Von etwa 1195 bis um 1212 diente er als Sheriff von Forfar. Etwa um 1205 wurde er vom König zum ersten bekannten Justiciar of Scotia ernannt, womit er oberster Richter für die Region nördlich des Forth wurde. Damit hatte er eines der wichtigsten Ämter der Krone inne.

## Dienst als Gesandter
Um 1200 wurde er von König Wilhelm auf eine freundschaftliche Mission nach England gesandt, um dort König Johann zu dessen Krönung zu beglückwünschen. Als 1209 die Gefahr eines Kriegs zwischen England und Schottland bestand, gehörte Comyn der schottischen Gesandtschaft an, die nach einer Ratsversammlung in Stirling zum englischen König geschickt wurde. Die Krise wurde durch den im August 1209 geschlossenen Vertrag von Norham beigelegt, in dem König Wilhelm dem englischen König weitreichende Zugeständnisse machen musste. Nach dem spätmittelalterlichen Chronisten Walter Bower gehörte Comyn zu den wenigen schottischen Magnaten, die die Einhaltung des Vertrags beschworen. Mehrere Söhne von Comyn gehörten zu den dreizehn Geiseln, die die Schotten dem englischen König stellen mussten. Der König belohnte Comyns Dienste mit einem Lehen bei Lenzie an der Grenze zu Lennox.

## Dienst als Militär

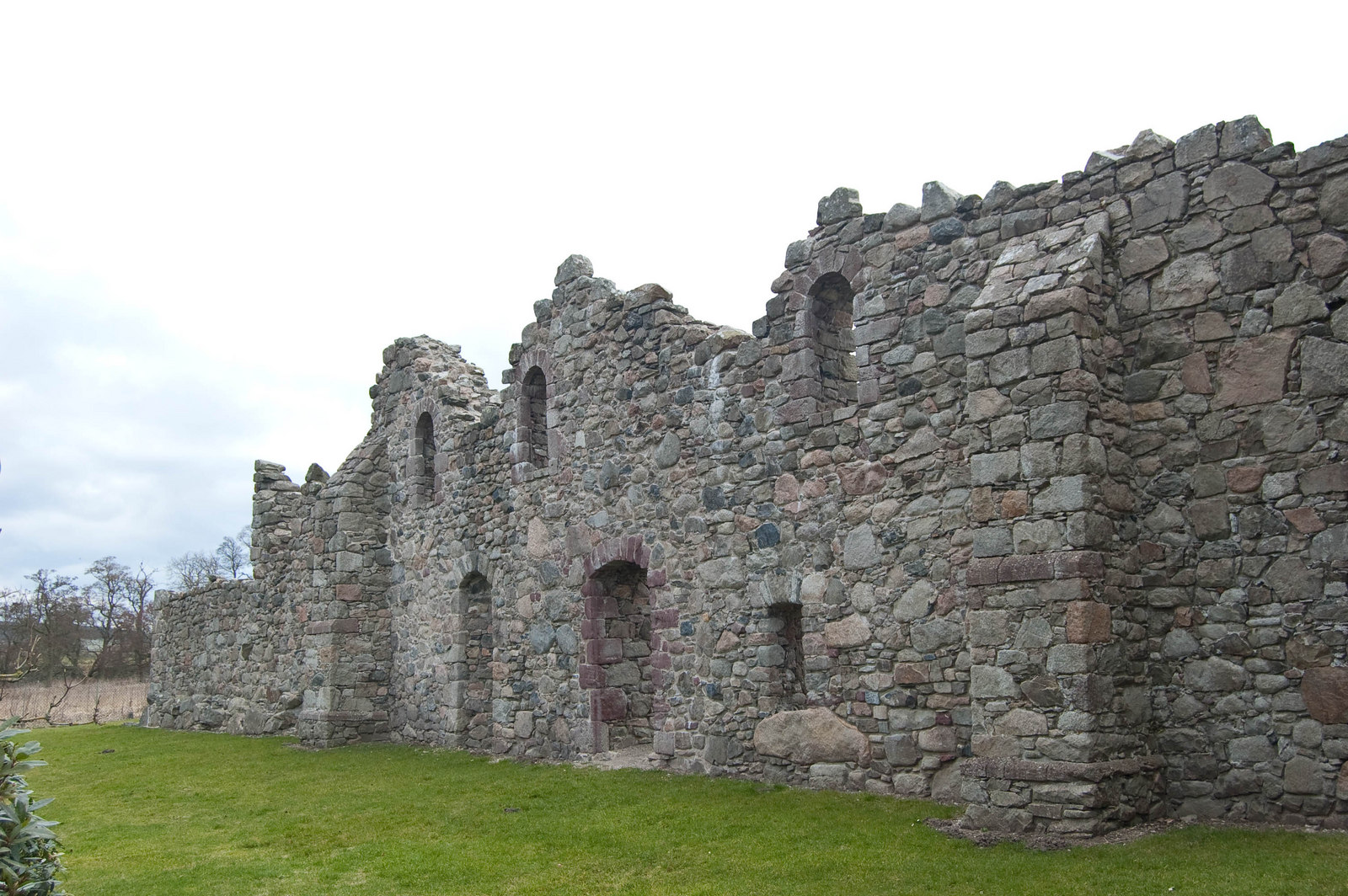
Ruinen der von William Comyn als Grablege gestifteten Deer Abbey

Als Justiciar von Scotia war er 1211 zusammen mit Thomas of Lundie einer der Führer des königlichen Heeres, das die Rebellion von Guthred Macwilliam in Nordschottland niederschlagen sollte. 1212 wurde er als Nachfolger von Malcolm, 5. Earl of Fife Kommandant der königlichen Truppen in Moray, um die Region nach dem Ende der Rebellion weiter zu befrieden. Nach dem Tod von König Wilhelm nahm er Dezember 1214 an der Inthronisation von König Alexander II. in Scone teil.
Im Herbst 1228 beauftragte Alexander II. Comyn mit der Niederschlagung der Revolte von Gillescop Macwilliam in Nordschottland. Wohl als Belohnung erhielt Comyns jüngerer Sohn Walter die Herrschaften Badenoch und Lochaber in den Highlands. Kurz vor dem 2. Februar 1231 wurde der alternde Comyn als Justiciar of Scotia durch Walter Fitzalan abgelöst.

## Ehen und Nachkommen
Comyn war zweimal verheiratet. Seine erste Ehe wurde um 1202 geschlossen, der Name seiner Frau wird mit Sarah FitzHugh angegeben. Mit ihr hatte er nachweislich fünf Kinder:
- Richard Comyn;
- Walter Comyn ⚭ Isabel, Countess of Menteith;
- David Comyn ⚭ Isabel de Valognes, Lady of East Kilbride;
- William Comyn
- Jean Comyn ⚭ Uilleam, 2. Earl of Ross.

Um 1212 heiratete er in zweiter Ehe Marjory, 5. Countess of Buchan. Sie war die Tochter und Erbin von Fergus, 4. Earl of Buchan, des letzten gälischen Earls von Buchan. Durch diese Ehe führte Comyn iure uxoris den Titel Earl of Buchan. Mit seiner zweiten Frau hatte er mindestens sechs Kinder:
- Alexander Comyn, 6. Earl of Buchan;
- William Comyn;
- Fergus Comyn;
- Idonea Comyn ⚭ Gilbert de la Hay;
- Elisabeth Comyn ⚭ Uilleam, 5. Earl of Mar;
- Agnes Comyn ⚭ Philip Meldrum.

Comyn beabsichtigte wohl, dass sein ältester Sohn aus seiner ersten Ehe die nordenglischen Besitzungen erben sollte. Dieser Sohn wird nur selten in Schottland erwähnt. Comyns zweiter Sohn aus erster Ehe Walter hatte vom König Besitzungen in den Highlands erhalten. Comyns ältester Sohn aus seiner zweiten Ehe erbte Buchan und den Earlstitel. Comyn stiftete zwischen 1211 und 1214 die Einkünfte der Kirche in Oldmeldrum an Arbroath Abbey. 1219 gründete er gemeinsam mit seiner Frau die Zisterzienserabtei in Deer, „gewidmet der Heiligen Jungfrau auf einer nahebei liegenden alten Abteiruine aus der Zeit des Columban“. Er wurde in seiner Gründung in Deer beigesetzt.